# Daping (socken i Kina, Sichuan)
Daping (kinesiska: 大平乡, 大平) är en socken i Kina. Den ligger i provinsen Sichuan, i den sydvästra delen av landet, omkring 140 kilometer sydväst om provinshuvudstaden Chengdu. Antalet invånare är 19 372. Befolkningen består av 9 493 kvinnor och 9 879 män. Barn under 15 år utgör 19,0 %, vuxna 15-64 år 66 %, och äldre över 65 år 14,0 %.
Genomsnittlig årsnederbörd är 1 269 millimeter. Den regnigaste månaden är juli, med i genomsnitt 291 mm nederbörd, och den torraste är december, med 10 mm nederbörd.